# Río Bolshói Pachbi
El río Bolshói Pachbi (en ruso: Большой Пачби) es un río del Cáucaso septentrional en el raión de Jabez de la república de Karacháyevo-Cherkesia del sur de Rusia. Es un afluente por la izquierda del río Mali Zelenchuk, que desemboca en el río Kubán.

## Curso
El río nace en los montes al oeste de Ali-Berdukovski, que separan sus aguas de las del valle del Bolshói Zelenchuk. Su curso discurre por 8.8 km por un estrecho valle en dirección nordeste y este hasta la orilla izquierda del Mali Zelenchuk poco después de su formación, frente a Ali-Berdukovski.